# Dirk Frimout
Dirk Dries David Damiaan, Viscount Frimout (Poperinge, Bélgica, 21 de marzo de 1941) es un astrofísico de la Agencia Espacial Europea (ESA). Voló a bordo de la Misión del transbordador espacial STS-45 como especialista de carga útil convirtiéndose en el primer belga en el espacio pasando un tiempo de 8d, 22h y 09m.

## Personal
Está casado y tiene dos hijos. sus hobbies son correr, ir en bicicleta, caminar, viajar, y el ajedrez.

## Educación
Escuela Primaria en Poperinge. Escuela secundaria en el Atheneum en Gante, Bélgica. Recibió un título en ingeniería eléctrica de la Universidad de Gante en 1963, un doctorado en física aplicada de la Universidad de Gante en 1970, posdoctorado en la Universidad de Colorado, Laboratory for Atmospheric and Space Physics (becario ESRO) en 1971-1972.

## Organizaciones
- Miembro de la Real Academia de Ciencias y Artes de Bélgica, clase de Ciencias Técnicas, desde el año 2009.
- Miembro asociado del Consejo Nacional Belga para la Investigación Espacial.
- Miembro de K VIV (Real Asociación de Ingenieros de Flandes).
- Asociación de Ingenieros de la Universidad de Gante.

## Formación
- 1965-1978 Instituto Belga de Aeronomía Espacial. Como Jefe de la Sección de Instrumentación, realizó experimentos con globos estratosféricos y cohetes sonda.
- 1978-1984 Agencia Espacial Europea (ESA) como Coordinador de Actividades de la tripulación y Coordinador del Experimento Spacelab-1.
- 1984-1989 División de Microgravedad del ESTEC, responsable de programa de cohetes sonda, vuelos parabólicos, experimentos con EURECA, vuelos de Spacelab-1.

En la actualidad, Frimout es un miembro del personal de la ESA. Es ingeniero en el Departamento de Utilización de carga útil de la Dirección de Columbus, responsable para el apoyo en los experimentos de la ESA en ATLAS-1, y de la Asamblea de medición de microgravedad.
Es autor de más de 30 publicaciones sobre experimentos en Física de la Atmósfera, capacitación para la tripulación del Spacelab, y experimentos de microgravedad.

## Experiencia de vuelo
Frimout voló como especialista de carga útil en la misión del Atlantis STS-45 (24 de marzo al 2 de abril de 1992). STS-45 fue lanzado y devuelto a la tierra en el Centro espacial John F. Kennedy, en Florida. Fue la primera misión Spacelab dedicada a la misión de la NASA Mission to Planet Earth. Durante los nueve días de vuelo, la tripulación a bordo del Atlantis operao los doce experimentos que constituyeron el ATLAS-1 (Laboratorio Atmosférico de Aplicaciones y Ciencia). ATLAS-1 obtuvo una amplia gama de mediciones detalladas de la química atmosférica y de las propiedades físicas, lo que contribuyó significativamente a mejorar nuestra comprensión del clima y la atmósfera. Además, esta era la primera vez que un rayo artificial de electrones se utilizó. Al concluir la misión, Frimout había viajado 3,2 millones de millas en 143 órbitas a la Tierra y registrado más de 214 horas en el espacio.